# مهدی بهرامی

## زندگی‌نامه
مهدی بهرامی به سال ۱۲۸۴ در تهران به دنیا آمد. آموزش ابتدایی و متوسطه را در تهران به پایان رساند. او در سال ۱۳۰۷ به اروپا عازم شد و در رشته هنر و باستان‌شناسی برگزیده شد. وی در سال ۱۳۱۳ با درجه دکترای باستانشناسی و تاریخ هنر از دانشگاه پاریس فارغ‌التحصیل شد.
بهرامی در سال ۱۳۱۶ به ایران بازگشت و به عنوان استاد باستان‌شناسی در دانشگاه تهران مشغول به کار شد.
او در سال ۱۳۲۸ به عنوان رئیس موزه ملی منصوب شد.
وی سرانجام در ۶ آبان‌ماه سال ۱۳۳۰ از دنیا رفت و پیکرش در گورستان ظهیرالدوله به خاک سپرده شد.